# Volker Liebig

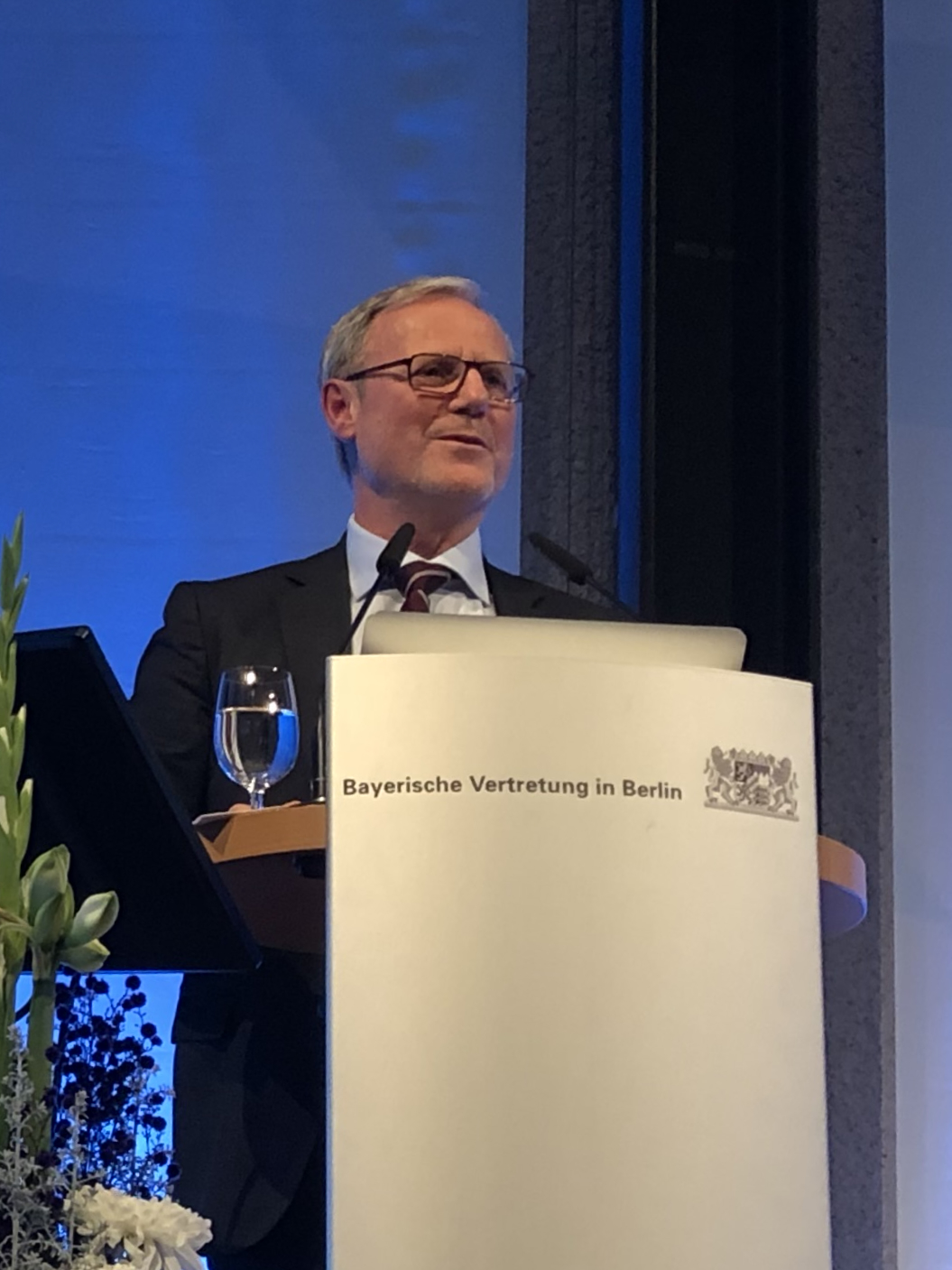
Volker Liebig (2018)

Volker Liebig (* 3. September 1956 in Lübbecke) ist ein deutscher Geophysiker und Honorarprofessor am Institut für Raumfahrtsysteme der Universität Stuttgart.

## Leben
Von 1979 bis 1986 studierte Volker Liebig am Institut für Geophysik der Ludwig-Maximilians-Universität München, und er promovierte dort auch mit einer Arbeit zur Magnetotellurik in der Antarktis. 1984/85 nahm er an der GANOVEX-IV-Antarktis-Expedition  teil, seit 1986 arbeitet er in der Raumfahrtindustrie. 
Von 1993 bis 2004 arbeitete er in verschiedenen Leitungspositionen für die Deutsche Agentur für Raumfahrtangelegenheiten (DARA), die 1997 mit dem Deutschen Zentrum für Luft- und Raumfahrt (DLR) verschmolzen wurde.
Im Jahr 2000 ernannte ihn der Senat des DLR zum Programmdirektor des deutschen Raumfahrtprogramms. Während seiner Zeit beim DLR vertrat er Deutschland als Delegierter in vielen internationalen Gremien. Seit 2002 lehrt er an der Universität Stuttgart, seit 2010 als Honorarprofessor.
Von 2004 bis 2016 war er Direktor der Erdbeobachtungsprogramme der Europäischen Raumfahrtagentur (ESA) und Leiter des Europäischen Weltraumforschungsinstituts (ESRIN) der ESA in Frascati bei Rom. Unter seiner Führung wurde das Raumsegment des europäischen Umweltbeobachtungssystem Copernicus mit den Sentinel-Satelliten aufgebaut. Seit seinem Abschied von der ESA beschäftigt er sich mit künstlerischer Fotografie.

## Ehrungen
- 1985 wurde der Liebigsporn nach ihm benannt, ein Felssporn in der Ostantarktis.
- 2010 wurde er von der Universität Stuttgart zum Honorarprofessor ernannt.
- 2018 verlieh ihm die Deutsche Gesellschaft für Luft- und Raumfahrt die Eugen-Sänger-Medaille für seine Verdienste um die weltraumgestützte Erderkundung, Meteorologie und Klimaforschung und den Aufbau der Sentinel-Satellitenserie.[3]